# سعد موسى
سعد موسى (بالصومالية: Sacad Muuse)‏، (بالعربية: سعد موسى)، الاسم الكامل: سعد بن موسى بن الزبير بن عبد الرحمن بن الشيخ إسحق بن أحمد، عشيرة شمال الصومال. ينتمي أعضاؤها إلى عشيرة هبر أوال من عائلة إسحاق. يتألف سعد موسى تقليديًا من الرعاة الرحل وسكان الساحل والتجار والمزارعين. تسكن العشيرة أرض الصومال، بما في ذلك وقويي جالبيد، والساحل (صوماليلاند) وكذلك جيبوتي، والمنطقة الصومالية في إثيوبيا وكينيا.

## توزيع

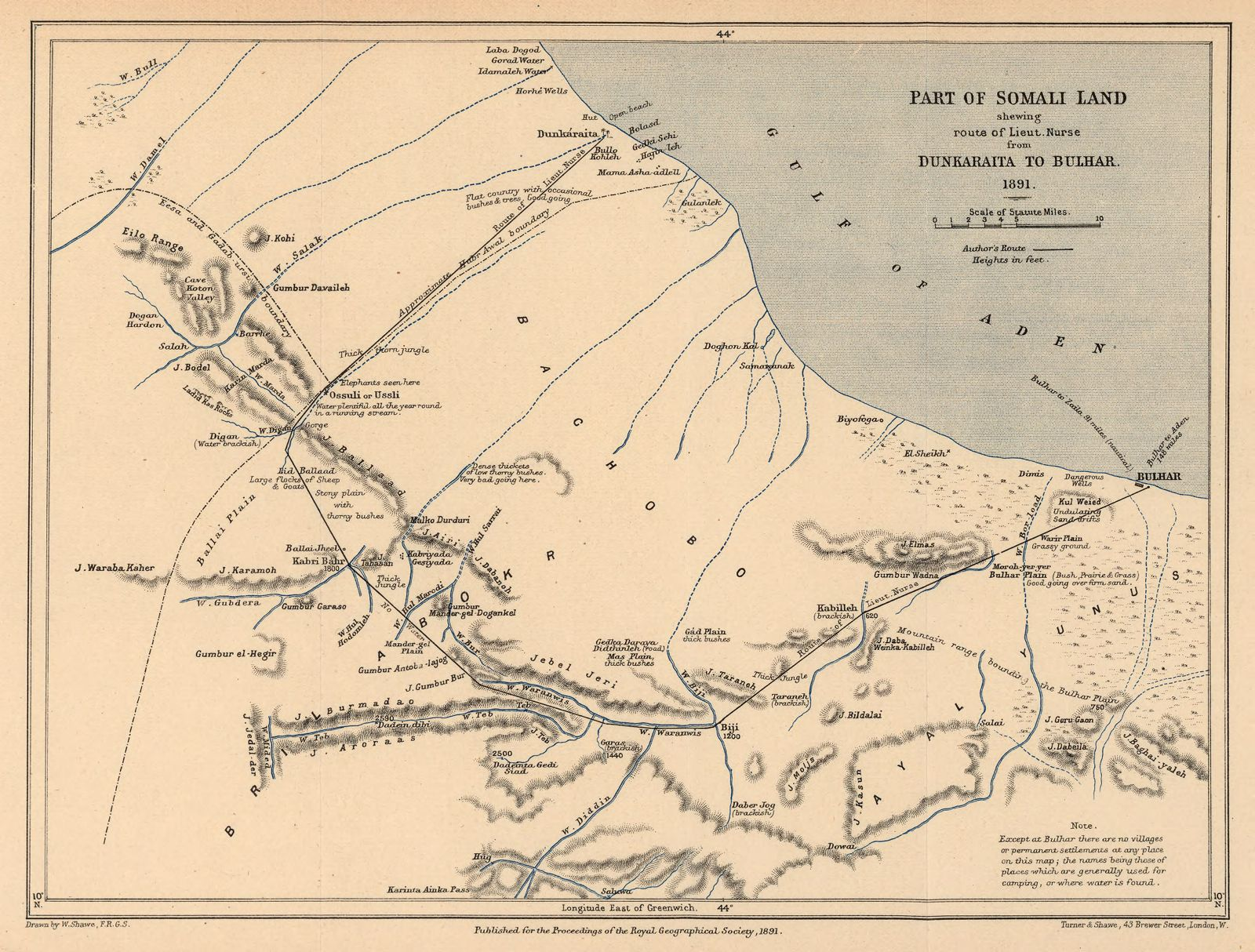
الإقليم التقليدي لعشائر ساكاد ميوز المختارة في أرض الصومال

تشكل عشيرة سعد موسى نسبة كبيرة من السكان في منطقة مارودي جيكس، والتي تعتبر المنطقة الأكثر اكتظاظًا بالسكان في أرض الصومال، وتشكل أغلبية في العاصمة الوطنية هرجيسا بالإضافة إلى أنها تسيطر حصريًا على البلدات والمستوطنات الزراعية في جابيلي، الوجالي، عربسيو، كلابايده. كما تنتشر قبيلة سعد موسى في منطقة الساحل الغربي. يسكن آل سعد موسى جزئيًا منطقة أودال المجاورة، وتحديداً في شرق لغيا.
خارج أرض الصومال، يوجد لسعد موسى أيضًا مستوطنات كبيرة في المنطقة الصومالية بإثيوبيا، وتحديداً في منطقة فافان حيث يشكلون على التوالي الأغلبية في بلدات هارشين وهارت شيخ وواجالي (الجانب الإثيوبي). كما يستقرون في منطقة كبري بيه وجيجيجا في منطقة فافان.
يمتلك سعد موسى أيضًا مستوطنة كبيرة في كينيا حيث يُعرفون بأنهم جزء من مجتمع إيزاحاقيا. أخيرًا، لديهم وجود كبير في جيبوتي أيضًا، حيث يشكلون نسبة كبيرة من السكان الصوماليين في جيبوتي وداخل جيبوتي استقروا تاريخيًا في الحي الثالث، وهو أحد المقاطعات السبع الرئيسية في جيبوتي.

## النسب

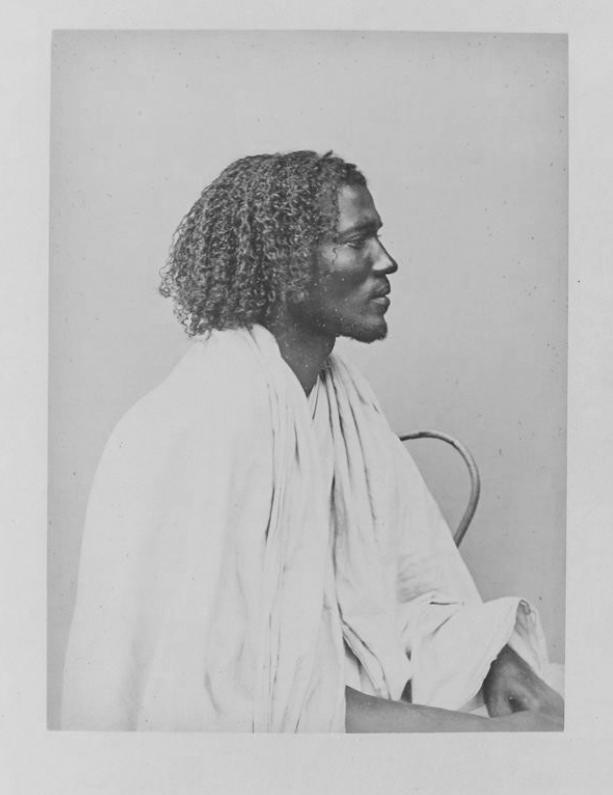
ورسام يونس لسعد موسى هبر أوال، تصوير رولان بونابرت، 1890

كان الشيخ إسحاق بن أحمد أحد العلماء العرب الذين عبروا البحر من شبه الجزيرة العربية إلى القرن الأفريقي لنشر الإسلام في القرنين الثاني عشر والثالث عشر. ويقال أنه من نسل فاطمة بنت النبي محمد. ومن ثم كان الشيخ من أشرف أو صدى، وهي ألقاب تُمنح لذرية الرسول. تزوج من امرأتين محليتين في أرض الصومال وترك له ثمانية أبناء، أحدهم عبد الرحمن (أوال). أحفاد هؤلاء الأبناء الثمانية يشكلون عائلة إسحاق.
يقع قبر الزبير أوال، سلف سعد موسى وعيسى موسى من هبر أوال، في جدالي في صنعاء. المدينة حوالي 100 كم شرق ضريح جده الشيخ إسحاق بن أحمد، الأب المؤسس لعائلة إسحاق، التي يقع قبرها في بلدة الميدا الساحلية.

## تاريخ

### فترة القرون الوسطى (غزو أبيسينيا)
تاريخيًا، كجزء من عشيرة هبر أوال، كان سعد موسى جزءًا من سلطنة عدال وقد ورد ذكره في «فتوح الحبش» الشهير لمساهماتهم الرئيسية في الحرب الإثيوبية-العدل مثل هبر مجادلة جنبًا إلى جنب مع القرراج، عشائر أراب وأيوب ضد الإمبراطورية الإثيوبية، وأيضًا لإنتاج شخصية تاريخية تُعرف باسم أحمد قري بن حسين الذي كان الشريك الأيمن لأحمد بن إبراهيم الغازي وزعيمًا لقوات هبر مجادلة أثناء الحرب الإثيوبية - عدال.

### حقبة ما قبل الاستعمار

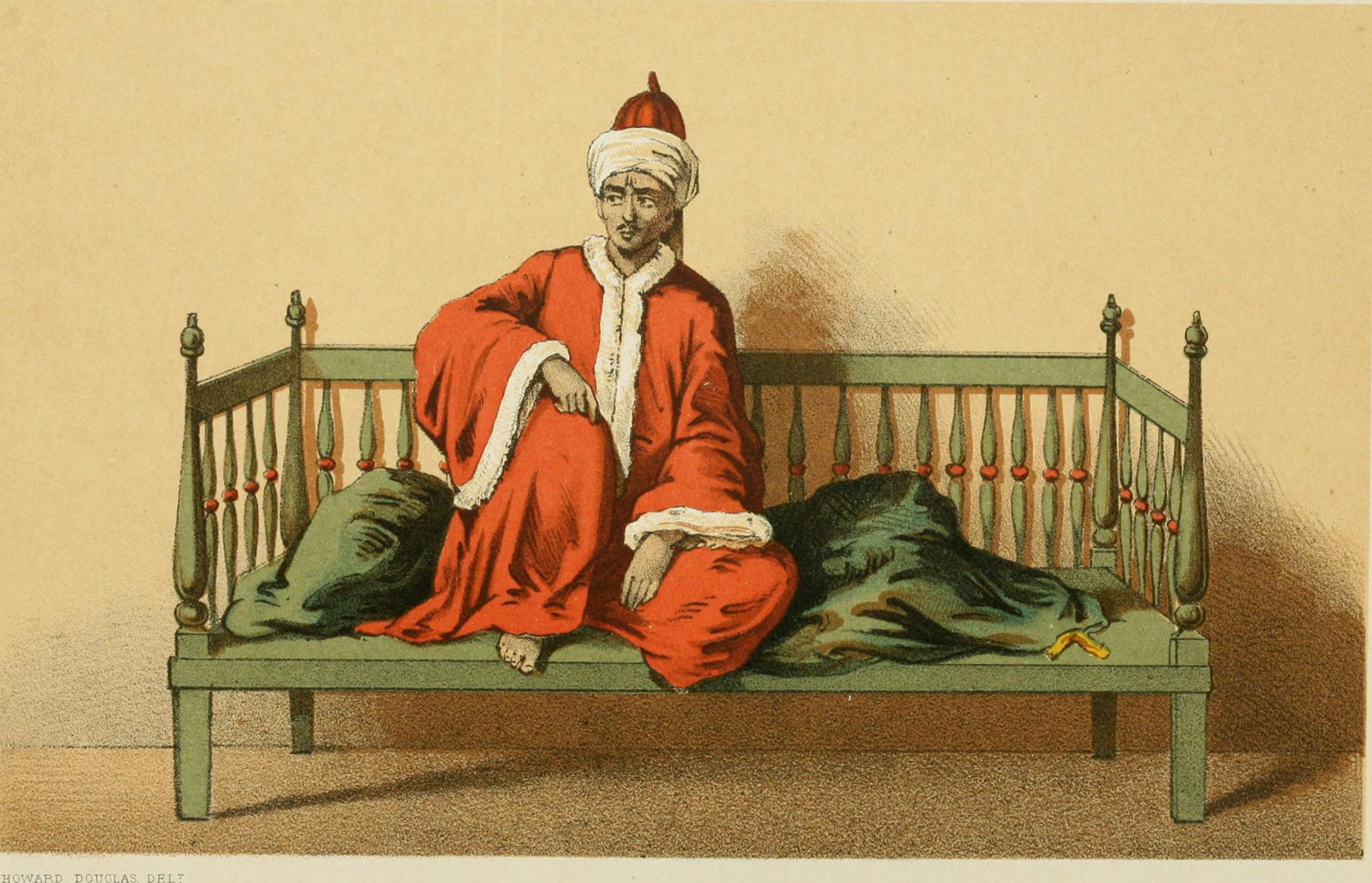
أحمد بن أبي بكر أمير هرار وحليف الهبر الأول

يمتلك سعد موسى تاريخًا تجاريًا ثريًا يرجع إلى حد كبير إلى امتلاكهم لميناء بربرة الصومالي الرئيسي، والذي كان الميناء الرئيسي ومستوطنة عشيرة هبر أوال الأوسع خلال الفترة الحديثة المبكرة. كانت للعشيرة روابط قوية بإمارة هرار، وكان الأمراء يحظون بتقدير كبير لتجار هبر أوال في بلاطهم مع ريتشارد بيرتون مشيرًا إلى تأثيرهم في بلاط الأمير أحمد الثالث بن أبو بكر والمناقشات مع الوزير محمد.
سعد موسى ككل شعب غني، ويرجع الفضل في ذلك بشكل رئيسي إلى التجارة التي تمر عبر ميناء بربرة الواقع في إقليم سعد موسى.
وبهذه الطريقة، جمعت القبائل التي تحتل أراضي الدولة التي تمر عبرها القوافل أو الطرق التجارية الرئيسية قدرًا كبيرًا من الثروة، في حين أن قبائل مثل عيال أحمد، المحظوظين بما يكفي لامتلاك ميناء تفضله الطبيعة مثل بربرة، سرعان ما أصبحوا أغنياء.

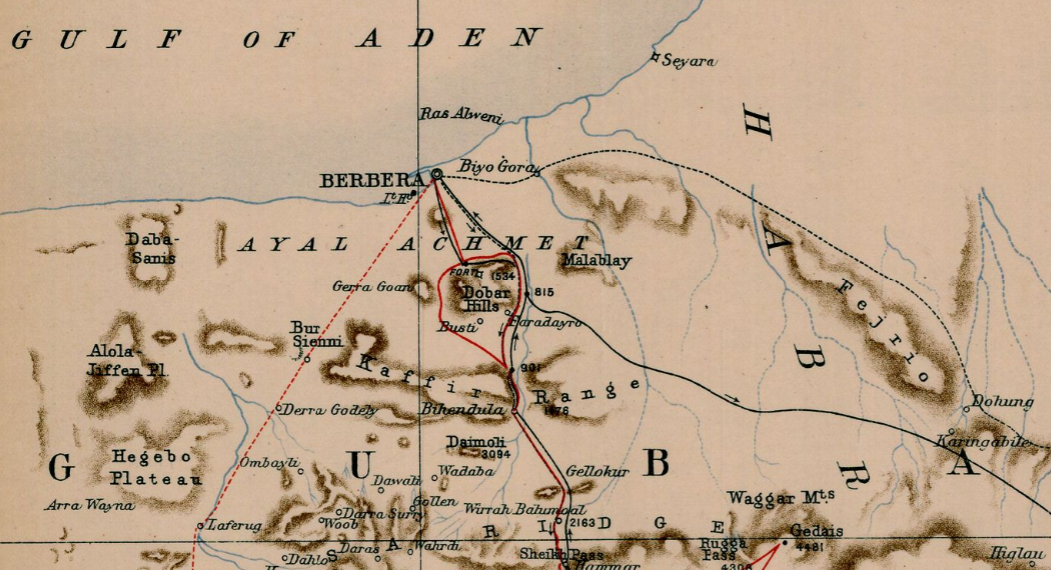
طرق التجارة المؤدية إلى بربرة مع "عيال أحمد" (رير أحمد نوح) الواقعة في بربرة وحولها والحصن الشرقي لسيارة مرئي

كان لتجار هبر أوال علاقات تجارية واسعة مع التجار العرب والهنود من شبه الجزيرة العربية وشبه القارة الهندية على التوالي. عندما وصل هؤلاء التجار الأجانب إلى بربرة وبلهار لممارسة التجارة، كان هناك ترتيب متبادل المنفعة على أساس نظام أبان (الحماية) بينهم وبين أنساب نهر يونس المحلي (أيال يونس) وأحمد نوح (عيال أحمد) من قبيلة سا موسى:
قبل ذلك، وقبل الاستيطان البريطاني في عدن عام 1839، كانت سلالات عيال يونس وأيال أحمد من عشيرة هبر أوال قد احتفظت بربرة وأداروا تجارتها بشكل مشترك، وتقاسموا أرباح جميع المعاملات التجارية بصفتهم `` حماة '' (أبانس) التجار الأجانب من شبه الجزيرة العربية والهند. في ظل تحفيز التطورات في عدن، ازداد ازدهار الميناء بشكل ملحوظ، طرد عيال يونس المهيمن عدديًا أقاربهم المنافسين وأعلنوا أنفسهم سادة تجاريين في بربرة. أدى ذلك إلى نزاع سعى فيه كل جانب إلى الحصول على مساعدة خارجية؛ عيال أحمد المهزوم التفت إلى الحاج شرركع علي ورجال عشيرة هبر يونس لدعمهم. وبهذا الدعم، تمكنوا بعد ذلك من إعادة تأسيس أنفسهم وطرد عيال يونس الذين انتقلوا إلى الطريق الصغير لبلهار، على بعد بضعة أميال إلى الغرب من بربرة.

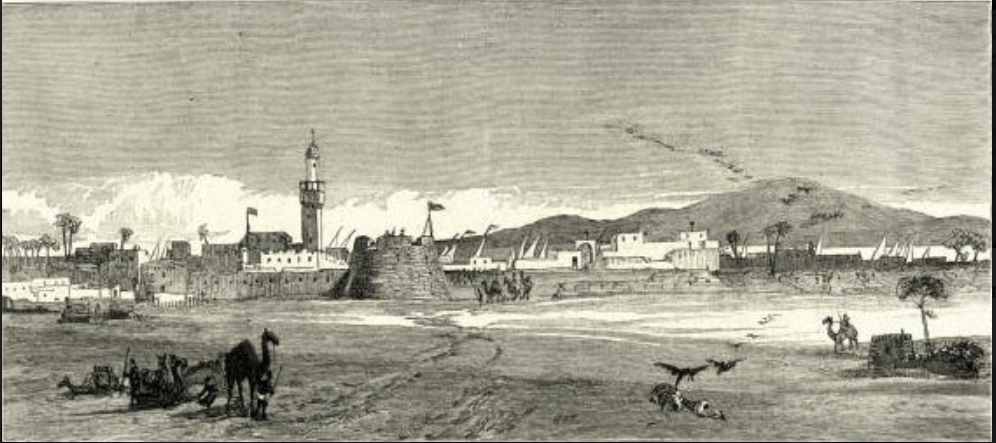
رسم توضيحي لبربرة، 1884

لم يقتصر الأمر على استضافتهم لسعد موسى للتجار الأجانب في موانئهم، بل قاموا أيضًا ببعثات تجارية على سفنهم الخاصة إلى الموانئ العربية. غالبية التجار الصوماليين الذين يترددون على عدن وموانئ عربية جنوبية أخرى ينحدرون من عشيرة سعد موسى. قاموا بشراء سلع أولية مختلفة من هرر والداخلية مقابل سلع مصنعة. خلال فترة إقامتهم، استأجر آل سعد موسى منازلهم الخاصة واستأجروا خدمهم، في حين تميل العشائر الصومالية الأخرى إلى الإقامة مع أقارب تم تأسيسهم بالفعل في جميع أنحاء الخليج.
التجار. - هؤلاء هم عامة من قبيلة سعد موسى. يجلبون من هرار وبلد غالا القهوة والزعفران والأنياب (العاج) والريش، ويأخذون بالمقابل الزنك والنحاس والقماش العريض والسلع المقطوعة. يبقون في عدن لمدة عشرين يومًا تقريبًا خلال موسم التداول، الذي يستمر حوالي تسعة أشهر، حيث يقومون بأربع رحلات. خلال إقامتهم، يستأجرون منزلًا، ويرافقهم خدم منازلهم.

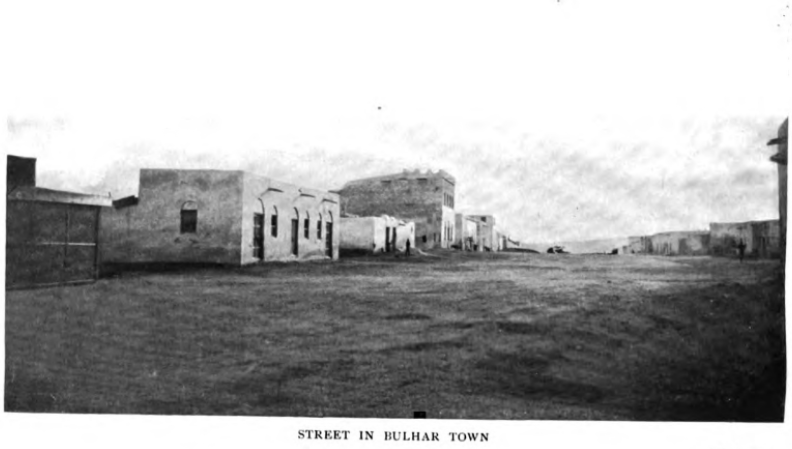
شارع في بلهار

في الداخل، كانت قوافل سعد موسى التجارية (الخفيلة) متكررة المشاهدة وفقًا للحسابات الأوروبية المعاصرة لشبه الجزيرة الصومالية:
عند مغادرتنا هرجيسا، سافرنا لأميال عديدة عبر أرض جميلة تشبه المنتزه، ونعيش بالطيور وطيور الغابة. التقينا بالخفايل الصوماليين المعتادين [القوافل التجارية] لرجال حبري أوال حاملين جلودهم ولثتهم وسمنهم وقهوة هم إلى ميناء بلهار الواقع بين بربرة وزيلا.
كما أن الصوماليين من الداخل العميق، وخاصة أولئك الذين ينتمون إلى أوجادين، حصلوا أيضًا على معظم مواردهم من تجار سعد موسى الذين أطلقوا عليهم «إيدور»، وهو مصطلح ازدرائي يُحسد عليه يعني تاجرًا أو تاجرًا، في إشارة إلى الطبيعة التجارية للساعة. تجار موسى في ذلك الوقت. كان سعد موسى الساحلي (بشكل رئيسي من فرع رير أحمد نوح الفرعي) يعمل بانتظام كسماسرة / وسطاء للعشائر الصومالية في الداخل الذين يرغبون في نقل بضائعهم إلى موانئ بربرة وبلهار:
جرت العادة على أن يتصرف عيال أحمد (قبيلة بربرة) كسماسرة، وغالبًا ما تلتصق معظم الأرباح بأيدي الوسيط. حتى وقت قريب، لم يذهب أي أوجادين إلى الساحل، لكنه أوكل البضائع إلى تجار السواحل.

#### معركة بربرة

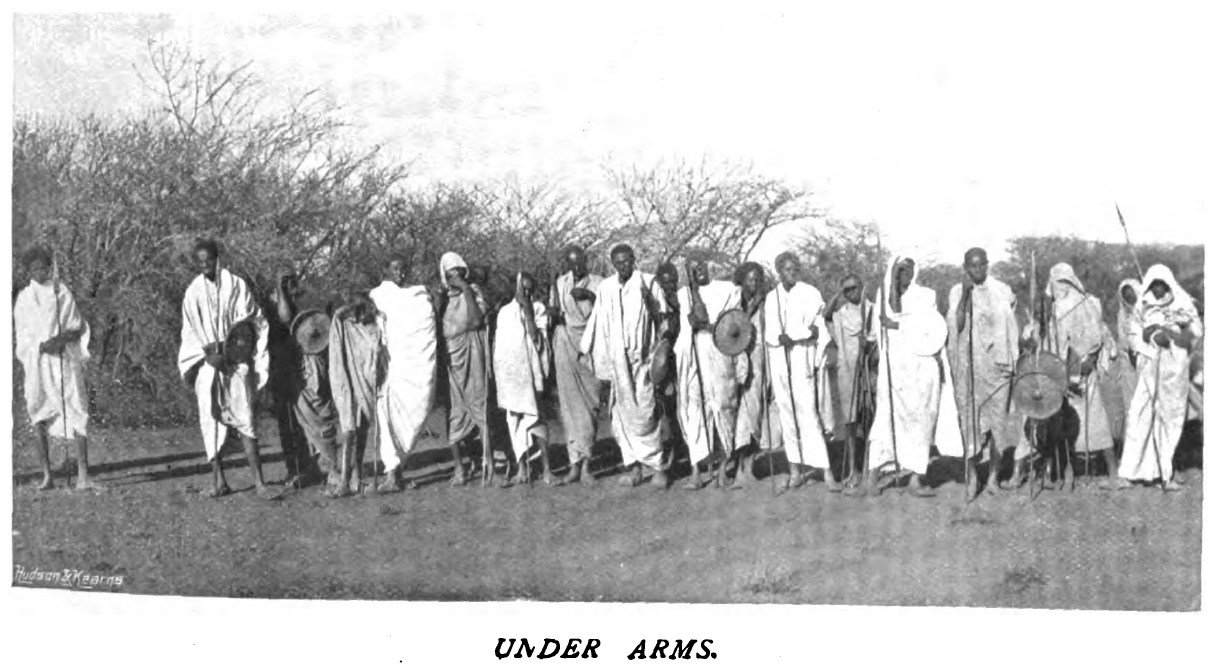
مقاتلو سعد موسى يستعدون للمعركة بالقرب من هرجيسا

عندما حاولت سفينة بريطانية تدعى ماري آن الرسو في ميناء بربرة عام 1825 تعرضت للهجوم وقتل العديد من أفراد الطاقم على يد الهبر أوال، بما في ذلك سعد موسى. رداً على ذلك، فرضت البحرية الملكية حصاراً وروت بعض الروايات قصفًا للمدينة. في عام 1827 بعد عامين، وصل البريطانيون وقدموا عرضًا لتخفيف الحصار الذي أوقف تجارة بربرة المربحة مقابل تعويض. بعد هذا الاقتراح الأولي، اندلعت معركة بربرة عام 1827. بعد هزيمة هبر أوال، دفع زعماء هبر أوال 15000 دولار إسباني مقابل تدمير السفينة وفقدان الأرواح.
كتب كل من إسحاق السلطان فرح جوليد والحاج علي رسالة إلى سلطان بن صقر القاسمي من رأس الخيمة يطلبان فيها مساعدة عسكرية وحرب دينية مشتركة ضد البريطانيين.
لن يتحقق هذا لأن السلطان صقر كان عاجزًا بسبب حملة الخليج الفارسي السابقة عام 1819 ولم يكن قادرًا على إرسال المساعدات إلى بربرة. إلى جانب معقلهم في الخليج الفارسي وخليج عمان، كان القاسمي نشيطًا للغاية عسكريًا واقتصاديًا في خليج عدن وتم إعطاؤه لنهب ومهاجمة السفن في أقصى الغرب مثل المخا على البحر الأحمر. كان لديهم العديد من العلاقات التجارية مع الصوماليين، وقيادة السفن من رأس الخيمة والخليج العربي لحضور المعارض التجارية بانتظام في الموانئ الكبيرة بربرة وزيلا وكانوا على دراية كبيرة بسعد موسى.

### الجراد وسلاطين ساكاد موسى
يتمتع سعد موسى بتقاليد عريقة في القيادة ويقودها سلطان من فرع أحمد عبد الله - وهي عشيرة فرعية عديدة لسعد موسى تقطن أساسًا في إثيوبيا. سعد موسى هم الملاك التقليديون لسلطنة هبر أوال منذ القرن الثامن عشر. وفضلت تاريخيا إلى استخدام مصطلح الأصلي جراد مثل وارسانغيلي، ومنذ ذلك الحين تغير كل من العشائر اسم العنوان لسلطان على الرغم من أن الدور هو متطابقة. كان هبر أوال جرادس يحشد الرجال في أوقات الحرب ويحل الخلافات الكبيرة مع العشائر الأخرى التي تقوم بدور صانع السلام النهائي (nabadoon). توج أول قرعد بنين في وقت مشابه تقريبًا مثل أول هبر يونس سلطان ديرية عيناشا، حيث انفصلت كلتا العشائر الكبيرة عن وصاية العيدجال الذين كانوا القادة الأوسع لسلطنة إسحاق. بعد وفاته، لم يتوج الهبر الأول غرعد جديدًا لعدة سنوات لأن ورثة بينين كانوا صغارًا جدًا، حيث تم تتويج جرعد عبد الله لخلافة والده عندما بلغ سن الرشد. القتال في الحدود الجنوبية لإقليم هبر أوال لحماية العشيرة من أعدائها وصد الغارات. في إحدى الحوادث، تجنب بصعوبة هجومًا مفاجئًا في جدواق حيث تجمع أحمد عبد الله بسرعة وأجبر المغيرين على الفرار.
|   | اسم                                               | فتره حكم من عند | فتره حكم حتى |
| - | ------------------------------------------------- | --------------- | ------------ |
| 1 | غرعد بنين (الجراد الأول)                          |                 |              |
| 2 | جرعد عبد الله جرااد بنين                          |                 |              |
| 3 | غراد عسكر جرااد عبد الله                          |                 |              |
| 4 | غراد الدرعية جرااد عبد الله                       |                 |              |
| 5 | السلطان عبد الرحمن غرعد ديري (تم تبنيه لقب سلطان) |                 |              |
| 6 | سلطان عبد الله سلطان عبدالرحمن                    |                 |              |
| 7 | سلطان عبد الرزاق سلطان عبد الله                   |                 |              |
| 8 | سلطان حسن سلطان عبد الله                          |                 |              |

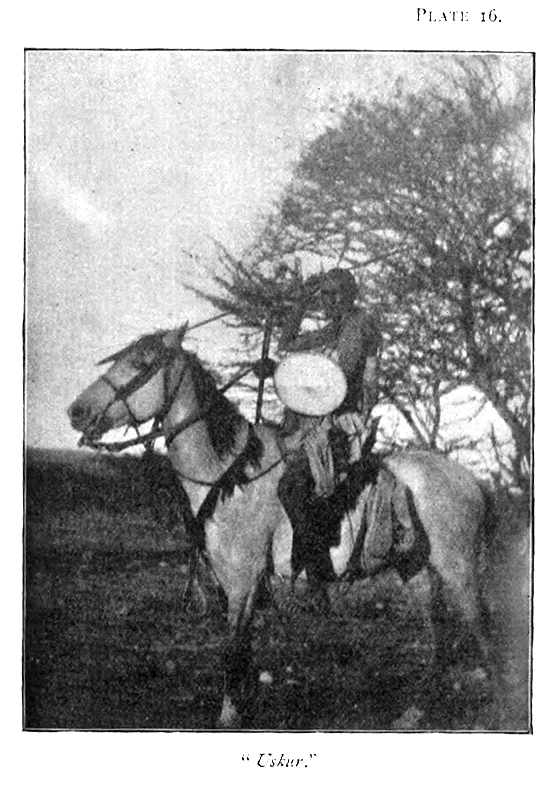
غراد عسكر في المستقبل صورت عام 1895

خدم غراد عبد الله لعدة عقود واستقبله مسؤولون بريطانيون مسافرون بالقرب من الحد الجنوبي للمحمية عام 1894 فيما يتعلق بتوسيع الجنرال راس ماكونين نيابة عن مينليك الثاني. كان غراد عبد الله، إلى جانب العديد من القادة الآخرين في أرض الصومال البريطانية مثل السلطان ديريا حسن والشيخ مدار، قلقين من غارة مدمرة من قبل القوات الحبشية استهدفت بلدة هرجيسا المزدهرة وضواحيها. اتصل ماكونن بالجاراد بعد ذلك بعامين فقط طالبًا منه وحبر أوال الانضمام إلى الإمبراطورية الإثيوبية ولكن تم رفضه. لقد اقترب سلطان هبر يونس من جرعد عبد الله عندما واجهوا الجفاف، فطلب هبر يونس الوصول إلى آبار هبر أوال للحصول على المياه. وافق عبد الله على الطلب، لكن بعض أفراد عشيرته اعتقدوا أنه كرم جدًا ويساعد الهبر يونس على حساب رفاهية مخزونهم. وكان من بين هؤلاء الأشخاص عسكر البالغ من العمر 15 عامًا. عندما وصل بعض أعضاء حزب حبر يونس إلى الماء، دخل عسكر بين البئر والرجال الذين منعوهم من الوصول. تم توبيخه على حماقته وقيل له أن يتنحى ويطيع رغبات والده. عسكر الغاضب طعن الرجل الذي وبخه وكادت الحرب أن تنشب عند هذا العمل.
والحكمة الشاعر الهبر أوال من بولهار اسمه AAMI وقفت وتلاوة من غباي 
لقد قيلت الكثير من الكلمات حول كلمات يونس الحمقاء
ولكن الدينونة الصالحة تقوى لكم حسب العادة القديمة، تجلب السلام (بقوة) مثل الجبل
قريبون جدًا منك يتربص الناس، أيها الأعداء، منذ العصور البدائية لإحياء ذكرى العداء
إذا حان الوقت الذي أعمتك فيه الشجار، فلن تحترمه
دون تردد سقطوا عليك فجأة
سمعت جميع القبائل المعادية بأخبار شجاركما
مثل النسور، كلهم ينظرون بجشع إلى لحمك!

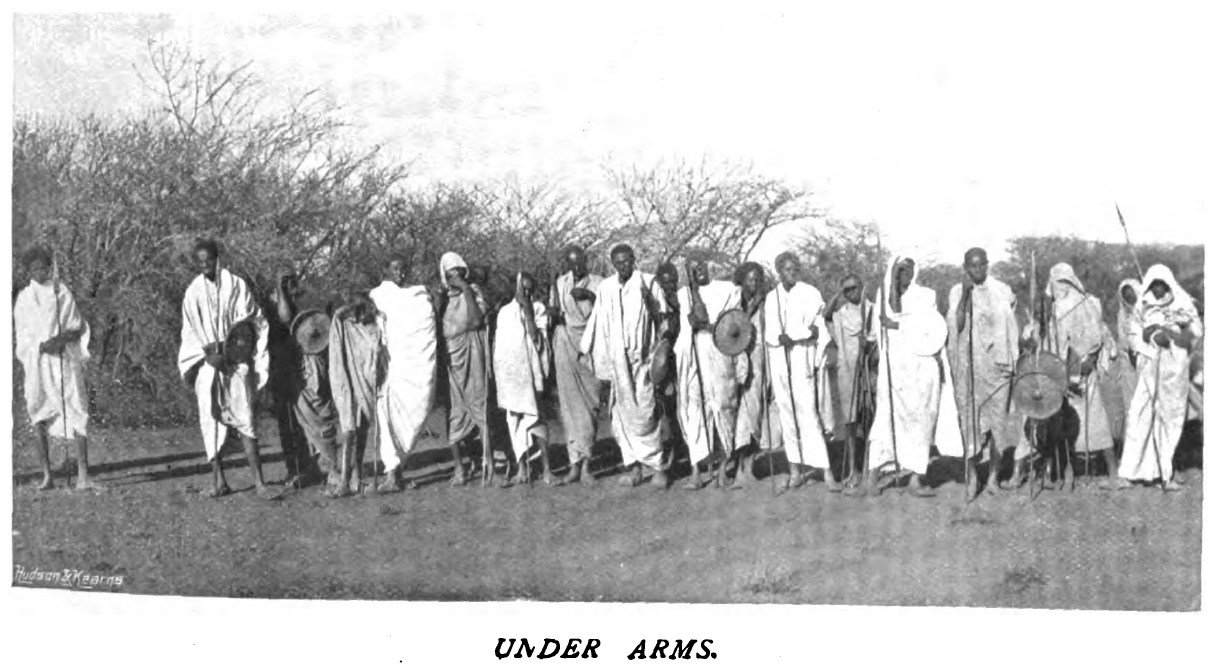
ووريورز من عشيرة ساكاد موس

تأثر الأطراف بكلامه وتوسطوا في الخلاف. أعطى غرعد عبد الله يد إحدى بناته للشاعر مكافأة على جهوده. بعد وفاة عبد الله، خلفه ابنه الأكبر عسكر في لقب غرعد. كان عسكر فارسًا ماهرًا وقاتل في هجوم مع الأقسام الجنوبية من العشيرة ضد الدراويش الذين بدأوا في مداهمة هبر أوال وعشائر أخرى في المنطقة. حشد الشيخ مدار الأجزاء الشمالية من الهبر الأول الذين أقاموا بشكل أساسي داخل حدود أرض الصومال البريطانية على عكس أحمد عبد الله وعدد قليل من الآخرين. بعد وفاة عسكر، تولى شقيقه الأصغر ديريا عباءة غراد وعلى عكس أخيه وأبيه كان أكثر تركيزًا على اهتمامات مجتمع هبر أوال حيث بدأت فترة سلام نسبي بعد هزيمة الدراويش، مما قلل من الحاجة للقتال. واجه الديري منافسًا موازيًا لدوره حيث احتشد غراد وحبر أوال خلفه ورفضوا المدعي.
مع وفاة ديريا في نهاية المطاف، توج ابنه عبد الرحمن وكان أول زعيم من هبر أوال يصنف نفسه على أنه «سلطان» بدلاً من جراد. كان عبد الرحمن يشبه والده كثيرًا، لكنه كان أكثر نشاطًا في شؤون المحمية.
في عام 1955، كان سلطان عبد الرحمن ديريا عضوا في فريق من أربعة وفود من السياسيين والسلاطين إلى لندن، المملكة المتحدة. كان هدفهم تقديم التماس والضغط على الحكومة البريطانية لإعادة أراضي المعاهدة المفقودة المعروفة باسم «منطقة محمية هود» التي تم التنازل عنها للإمبراطورية الإثيوبية خلال المعاهدة الأنجلو الإثيوبية لعام 1954.

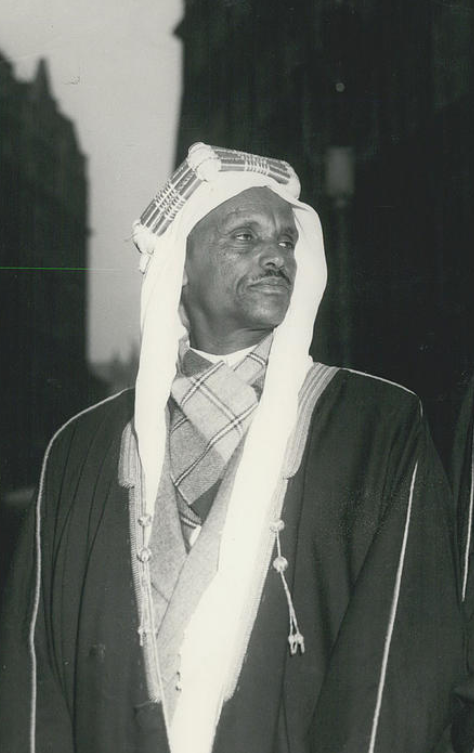
السلطان عبد الرحمن ديريا (يسار) في لندن 1955

كتب المؤرخ جاما محمد في كتابه السياسات الإمبريالية والقومية في إنهاء استعمار أرض الصومال، 1954-1960:
قامت الجبهة القومية المتحدة بحملة من أجل عودة الأراضي في كل من أرض الصومال وخارجها. في مارس 1955، على سبيل المثال، ذهب وفد مؤلف من مايكل ماريانو وأبوكور حاجي فرح وعبدي ضاهر إلى مقديشو لكسب دعم وتعاون الجماعات القومية في الصومال. وفي فبراير ومايو 1955 قام وفد آخر مكون من سلاطين تقليديين (السلطان عبد الله سلطان ديريا، وسلطان عبد الرحمن سلطان ديريا) واثنين من السياسيين المعتدلين المتعلمين في الغرب (مايكل ماريانو وعبد الرحمن علي محمد دوبي) بزيارة لندن ونيويورك. خلال جولتهم في لندن، التقوا رسميًا وناقشوا هذه المسألة مع وزير الدولة لشؤون المستعمرات، آلان لينوكس بويد. أخبروا لينوكس بويد عن المعاهدات الأنجلو-صومالية لعام 1885. صرح مايكل ماريانو، بموجب الاتفاقيات، أن الحكومة البريطانية «تعهدت بعدم التنازل أو البيع أو الرهن العقاري أو التنازل عن أي جزء من الأراضي التي تسكنها أو تحت سيطرتها، باستثناء الحكومة البريطانية». لكن الشعب الصومالي الآن «سمع أن أرضه كانت تُمنح لإثيوبيا بموجب المعاهدة الأنجلو-إثيوبية لعام 1897». ومع ذلك، كانت تلك المعاهدة «تتعارض» مع المعاهدات الأنجلو-صومالية «التي كانت لها الأسبقية في الوقت المناسب» على المعاهدة الأنجلو-إثيوبية لعام 1897. لقد تجاوزت الحكومة البريطانية سلطاتها عندما أبرمت معاهدة عام 1897 ولم تكن معاهدة عام 1897 ملزمة للقبائل. وأضاف سلطان عبد الله أن اتفاقية عام 1954 كانت بمثابة «صدمة كبيرة للشعب الصومالي» حيث لم يتم إخبارهم بالمفاوضات، ومنذ أن كانت الحكومة البريطانية تدير المنطقة منذ عام 1941. وطالب المندوبون، على حد تعبير سلطان عبد الرحمن، بتأجيل تنفيذ الاتفاقية «لمنح الوفد الوقت لطرح قضيته» في البرلمان والمنظمات الدولية.

## العشائر
في عائلة عشيرة إسحاق، تنقسم العشائر المكونة إلى قسمين رحميين، كما هو موضح في علم الأنساب. دوري الدرجة الأولى ما بين تلك الأنساب ينحدر من أبناء الشيخ إسحاق من قبل هراري امرأة - الهبر حبوشيد - والمنحدرين من أبناء الشيخ إسحاق من قبل الصومالية امرأة من مجادلي العشيرة لل دير - الهبر مجادلي.
فيما يلي عرض موجز لشجرة عائلة العشيرة لعشائر سعد موسى الفرعية الرئيسية.
- الشيخ اسحق بن احمد (شيخ اسحق).
  - هابر حبوشيد
    - احمد (طول جعلو)
    - موس (هبر جيلو)
    - إبراهيم (صنبور)
    - محمد (إبراهيم)

  - هابر مجادلة
    - إسماعيل (قراجيس)
    - محمد (عرب)
    - أيوب
    - عبد الرحمن (هبر أوال)
      - سعد موسى
        - عبد الرحمن سعد
        - عبد الله سعد
        - حسن سعد
          - عبد الله حسن

        - اسحق سعد
          - مكحيل
            - نوكس مكحيل
            - أبو بكر مكحيل
            - كومار مكاهيل
            - محمد مكحيل
            - حسن مكحيل
              - علي حسن
              - جبريل حسن
              - روبل حسن
              - عثمان حسن

          - محمد اسحق (عباس)
          - عيسى إسحاق (سيز كاراب)
          - موسى (ع) اسحق
          - يوسف اسحق
          - أبو بكر اسحق
            - عبد الكريم أبوكور (أوغادهان)
- عبد العقاد
- سيسيد عقاد
- عدن عقاد
- سمر عقاد
- كافي السمطر
- ماكسيد كافي
- ري روبل
- Xuseen كافي
- ري ديغال
- طربوش ساماتر
- أبو بكر الطربوش (ريير أبوكار)
- عبدي كول (عبد الغوري)
- فرح جعفر
  -     -       -         -           -             - عبد الله أبو بكر
            - حسين أبو بكر
              - عثمان حسين (سيزمانادا)
              - جبريل حسين
                - إسماعيل جبريل
                  - نوح إسماعيل
                    - يونس نوح (رير يونس نوح)
                      - شيردون يونس (رير شيردون)
                      - هوش يونس (رير هوش)
                      - جديد يونس (رير جديد)
                      - محمد يونس

                    - احمد نوح (رير احمد نوح)

                  - سعيد إسماعيل
                    - عبد الله سعيد
                      - سماتر عبد الله (رير ساماتار)
                      - أباني عبد الله (رير أباني)
                      - أحمد عبد الله (رير أحمد عبد الله)؛ النسب الملكي لسلطان هبر أوال [40]

                  - عبد الله إسماعيل
                  - علي إسماعيل
                  - إدريس إسماعيل (باه جوبو)
                  - محمد إسماعيل (ورنعد)
                  - يونس إسماعيل (باه جوبو)
                  - يوسف إسماعيل

            - جبريل أبو بكر
              - عدن جبريل (بهاءبار آدن)
              - علي جبريل
                - عمر علي
                  - ابيب عمر (بهاء عمر)
                  - أبتيدون عمر (بهاء عمر)
                  - عدن عمر
                  - حسين قوا عمر (بهاء عمر)
                  - سهل عمر (بهاء عمر)
                  - يونس عمر (دوج)
                  - إسماعيل عمر
                    - بري إسماعيل
                      - حريد بري (ريهر هار)

                    - دلال إسماعيل (رير دلال)
                    - جيدي إسماعيل «غيدي شيد» (بهاء عمر)
                    - هوش إسماعيل (بهاء عمر)
                    - هيجيس إسماعيل
                    - ادريس إسماعيل
                    - أولاو إسماعيل
                    - سمر إسماعيل
                    - قياد إسماعيل (بهاء عمر)

              - حسن جبريل
              - محمد جبريل (ديريهان)
              - يونس جبريل (رير يونس)
                - أوركوراغ يونس
                  - آدم أوركراج
                    - عمر عدن
                    - علي عدن
                    - احمد عدن
- عدن عقاد
- سماتر عدن
- كافي السمطر
- ماكسيد كافي
- ري روبل
- حسين كافي
- ري ديغال
- طربوش ساماتر
- أبو بكر الطربوش (ريير أبوكار)
- عبدي كول (عبد الغوري)
- فرح جعفر

## شخصيات بارزة

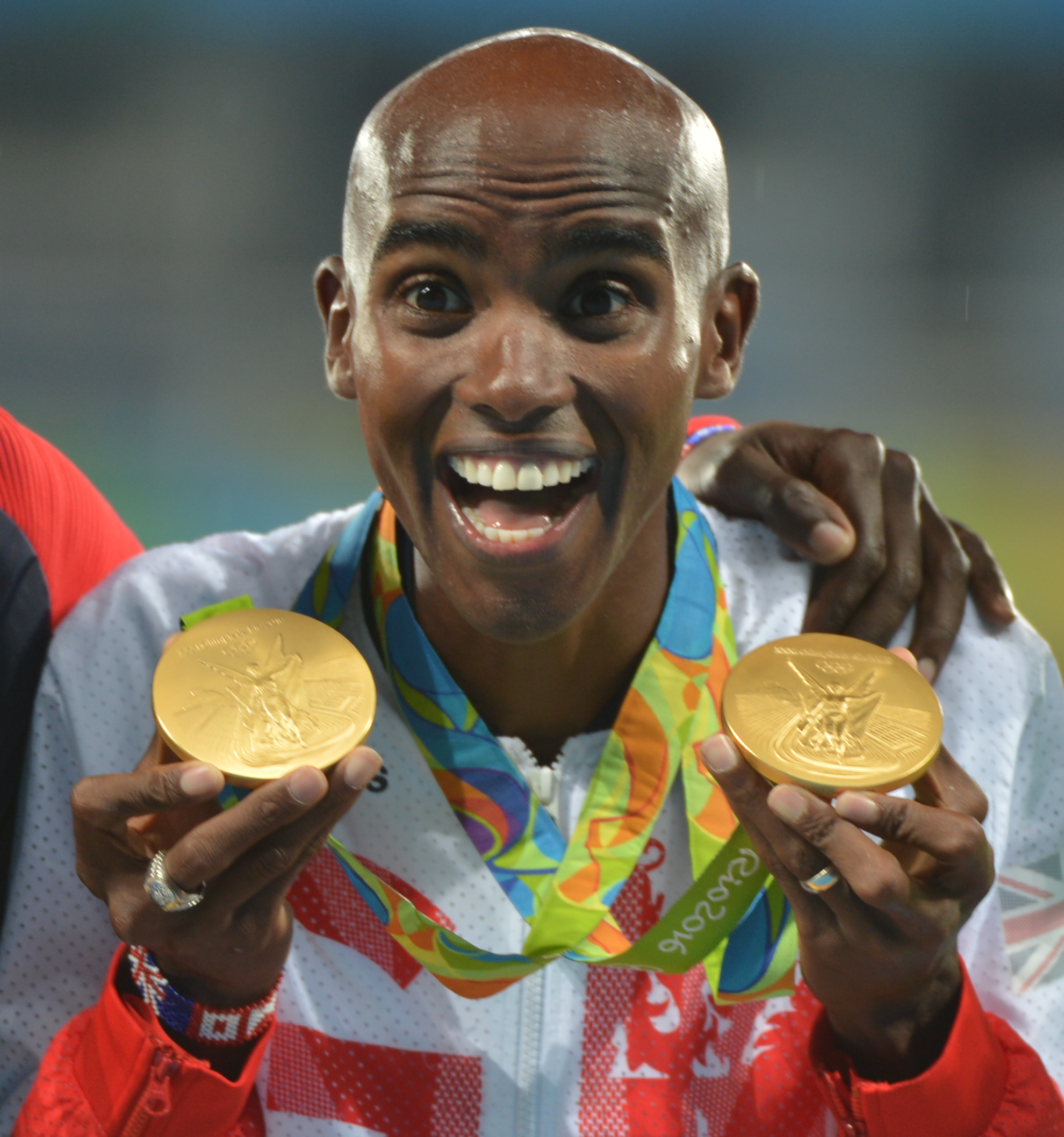
مو فرح، الحاصل على ميدالية ذهبية أولمبية بريطانية أربع مرات والرياضي الأكثر تتويجًا في تاريخ ألعاب القوى البريطانية.

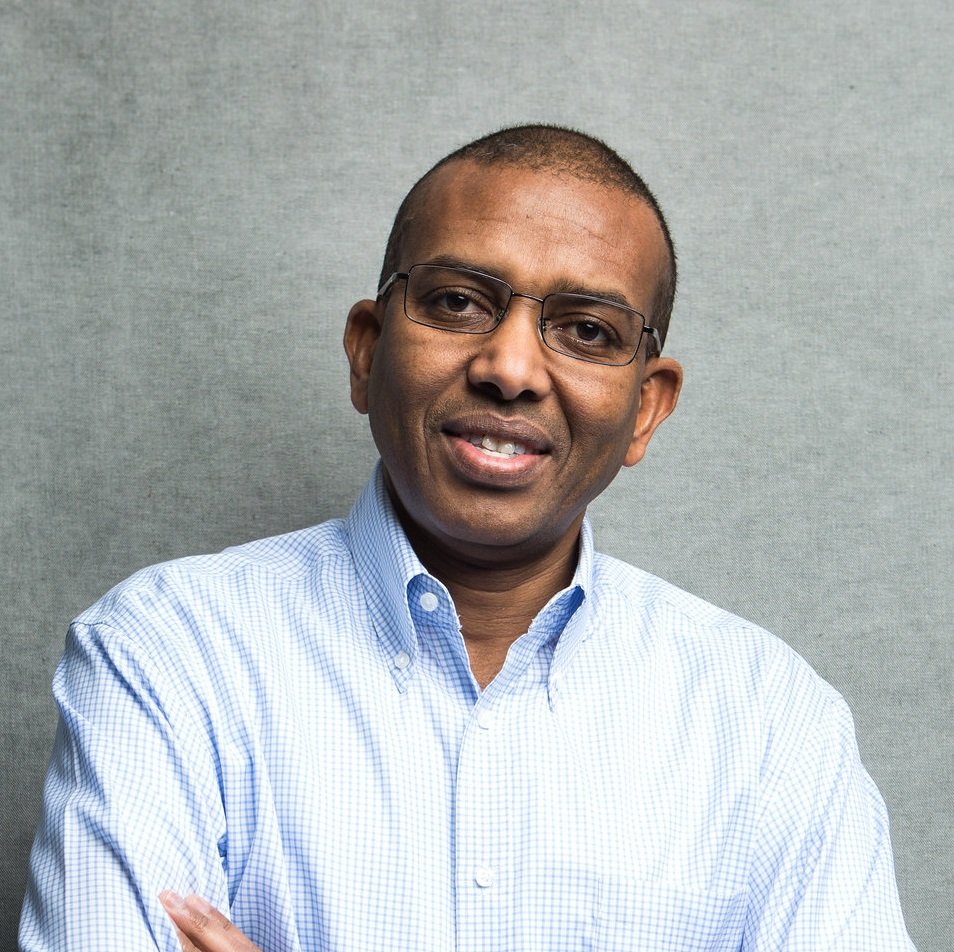
إسماعيل أحمد، المالك والرئيس التنفيذي لشركة WorldRemit التي تعد واحدة من أكبر شركات تحويل الأموال في العالم. يعتبر الرجل السابع الأكثر نفوذاً في المملكة المتحدة.

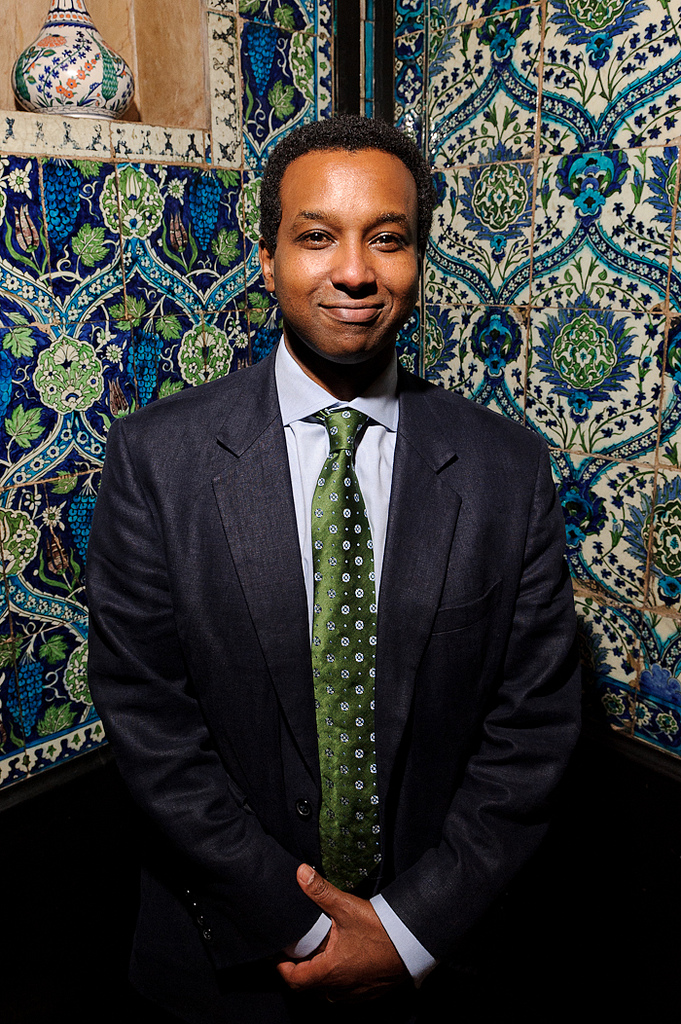
راجح عمر، صحفي وكاتب صومالي بريطاني؛ مراسل بي بي سي للشؤون العالمية السابق. انتقل إلى منصب جديد في قناة الجزيرة الإنجليزية عام 2006؛ اعتبارًا من عام 2017 مع ITV News

أنتج ساكاد موس العديد من أبرز السياسيين والشعراء ورجال الأعمال الصوماليين في التاريخ.
- عبد الله سليمان محمد تيماكادي، المعروف بـ «تيماكادي»، شاعر مشهور في حقبة ما قبل الاستعمار وما بعده.
- عبد الرحمن محمود عيديد، رئيس بلدية هرجيسا الحالي، عاصمة جمهورية أرض الصومال.
- عبد المجيد حسين، اقتصادي، الممثل الدائم السابق لإثيوبيا لدى الأمم المتحدة، 2001-2004. زعيم حزب الرابطة الديمقراطية الصومالية الإثيوبية (ESDL) في المنطقة الصومالية بإثيوبيا من 1995-2001.
- سلطان عبد الرحمن جراد ديريا، السلطان الأول والخامس من زعماء الهبر الأول
- الشيخ مدار أحمد شيرواك، يُنسب إليه الفضل في النمو المبكر [42]
- الشيخ إبراهيم شيخ يوسف شيخ مدار، شغل منصب الرئيس المنتخب للحركة الوطنية الصومالية في يناير 1982 ثم شغل فيما بعد منصب زعيم الجورتي في برلمان أرض الصومال. كان حفيد الشيخ المدار الشهير.
- أحمد محمد غليد، من الأعضاء المؤسسين للحركة الوطنية الصومالية، وكان أول من انتخب رئيساً للمنظمة في أكتوبر 1981.
- أحمد حسن أوك، صحفي ومذيع صومالي أسطوري. كان من قدامى المحاربين في خدمة بي بي سي العالمية، وصوت أمريكا، وصوماليلاند ناشيونال تي في، وتلفزيون هورن كيبل، وراديو مقديشو ويونيفرسال تي في، بالإضافة إلى كونه المتحدث الرئاسي لسياد بري خلال المجلس العسكري.[43]
- علي عبدي فرح - وزير الاتصال والثقافة الأسبق في جيبوتي
- علي فيروز، موسيقي صومالي شهير في جيبوتي وأرض الصومال
- غاري (ولد محمد حاشي داما)، شاعر مشهور قام بتأليف إحدى أشهر القصائد باللغة الصومالية حول موضوع المصالحة، «هاجرلاوي».
- يعتبر إبراهيم دهيري أول ملياردير صومالي وأغنى شخص صومالي في العالم بثروة صافية تقدر بنحو 1.8 مليار دولار أمريكي.[44]
- إسماعيل أحمد، المالك والرئيس التنفيذي لشركة وورلد ريرميت التي تعد واحدة من أسرع شركات تحويل الأموال نموًا في العالم ويعتبر سابع أكثر الرجال نفوذاً في بريطانيا.[45]
- محمد عبد الله كاهين 'أوغسادي'، رجل أعمال صومالي مقيم في إثيوبيا، حيث أسس ماو هارار هورس، أول شركة أفريقية لتصدير البن وجمع صافي ثروة يقارب 3 مليارات دولار من البر الإثيوبي.[46]
- محمد عبد الله عمر وزير خارجية الصومال الأسبق
- محمد حسن عبد الله، رئيس الأركان السابق للقوات المسلحة لأرض الصومال
- مو فرح، الحاصل على ميدالية ذهبية أولمبية بريطانية أربع مرات والرياضي الأكثر تتويجًا في تاريخ ألعاب القوى البريطانية. يعتبر أيضًا أفضل عداء ماراثون في العالم.[47]
- عبدي هايبي لامباد ممثل كوميدي صومالي مخضرم وأحد أفضل الممثلين الكوميديين الصوماليين في كل العصور.
- محمد عمر آرتي، نائب رئيس الوزراء الصومالي الأسبق.
- محمد هوادل مدار، رئيس وزراء الصومال الأسبق من 3 سبتمبر 1990 إلى 24 يناير 1991.
- موسى بيهي عبدي، الرئيس الحالي لأرض الصومال منذ ديسمبر 2017، والضابط العسكري السابق خدم كعقيد في القوات الجوية الصومالية.
- نوح إسماعيل تاني، رئيس الأركان الحالي للقوات المسلحة لأرض الصومال
- راجح عمر، صحفي وكاتب صومالي بريطاني؛ مراسل بي بي سي للشؤون العالمية السابق. انتقل إلى منصب جديد في قناة الجزيرة الإنجليزية عام 2006؛ اعتبارًا من عام 2017 مع آي تي في نيوز.
- عمر أرتيه غالب، رئيس وزراء الصومال الأسبق، 1991-1993؛ أدخل الصومال إلى جامعة الدول العربية في عام 1974 خلال فترة توليه منصب وزير خارجية الصومال، 1969-1977؛ الرئيس السابق لمجلس الأمن الدولي؛ مدرس وشاعر

## روابط خارجية
- «المجموعة العرقية الصومالية ونظام العشيرة»، من «إعادة توحيد الشعب الصومالي»، جاك إل ديفيز.
- خريطة - بربرة - خريطة [ N ] ALL. كوم
- دليل التطورات الاقتصادية والسياسية الأخيرة في الصومال، المجلد 1، المعلومات والتطورات الاستراتيجية
- دليل الاستثمار والأعمال في قطاع المعادن والتعدين في الصومال
- تشريح العنف: فهم أنظمة الصراع والعنف في أفريقيا